# Duck (музичка група)

Duck била је српска денс група актуелна деведесетих година двадесетог века и почетком 2000их. Групу су чинили Дамир Радоичић и Ксенија Пајчин. Ксенија је накнадно започела самосталну каријеру па ју је заменила Даница Букилић. Група је издала седам албума и једну компилацију.

## Дискографија

### Албуми
- 1995. Сан
- 1996. Љубавни напитак
- 1997. Супер патка
- 1998. No Name
- 1999. Француски пољубац
- 2002. Мали
- 2003. Рупа у глави